# 찰스 유
찰스 유(영어: Charles Yu 중국어: 游朝凱, 1976년 ~ )는 타이완계 미국인 작가다. 그는 《SF세계에서 안전하게 살아가는 방법》(Science Fictional Universe)과 단편 모음집 《3등급 슈퍼 영웅》(Third Class Superhero), 《Sorry Please Thank You》을 썼다.

## 생애
1976년 로스앤젤레스에서 태어났다. UC 버클리에서 생화학을 전공했고, 컬럼비아 로스쿨을 졸업했다. 어릴 적부터 시나 수필을 쓰며 작가의 길을 꿈꾸었으나, 여러 현실적인 무제로 결국 법조인의 길을 택해 2002년부터 법률가로 일했다. 글쓰기를 향한 열망은 직장에 다니기 시작한 이후에도 사그라지지 않아, 법조인으로 활동하는 동시에 《옥스퍼드 아메리칸》, 《게티즈버그 리뷰》, 《하버드 리뷰》, 《미드-아메리칸 리뷰》 등에 당편소설을 발표했고, 그 작품들을 모아 2006년 첫 단편집 《3등급 슈퍼 영웅》을 출간했다. 이 단편집의 표제작 《3등급 슈퍼 영웅》으로 2004년에 셔우드 앤더슨 소설상을 받은 바 있다.
2007년에는 전미도서재단에서 선정하는, 이전 해 전미도서상 수상 작가 다섯 명이 각각 35세 이하의 유망주 한 명을 선택해 지원해주는 '35세 이하 5인'중 한명으로 선발되다. 찰스 유를 선택한 사람은 《에코 메이커》로 소설 부문에서 수상한 리처드 파워스였다. 이 상위지원을 받아 출간한 소설이 첫 장편 데뷔작 《SF세계에서 안전하게 살아가는 방법》이다. 《SF세계에서 안전하게 살아가는 방법》으로 그해 캔자스 대학이 주관한 Center for the Study of Science Fiction에서 두 번째 최우수 SF 소설 부문에 올랐다.
그는 HBO의 드라마 《웨스트월드》의 에피소드 〈Trace Decay〉를 쓰고, 줄거리 편집자로 참여했다.

## 사생활
현재 캘리포니아 샌타모니카에서 아내 미셸과 두 자녀와 함께 살고 있다. 글을 쓰지 않을 때면 그는 영화와 광고에 디지털 효과를 넣는 디지털 도메인 회사를 위해 사내에서 일한다.